# حسگرهای زیستی نانو
نانو زیست حسگرها یک حسگر، ابزاری است که برای اندازه‌گیری مستقیم ترکیب آزمایشی (آنالیت) در نمونه به کار رود. در حالت مطلوب، چنین ابزاری قادر به پاسخگوئی پیوسته و برگشت‌پذیر است و نباید به نمونه آسیب برساند. نانوحسگر به سیستمی گفته می‌شود که حداقل یکی از ساختارهای نانو جهت آشکارسازی گازها، مواد شیمیایی، عوامل بیولوژیکی، زمینه‌های الکتریکی، نور، گرما و … در ساخت آن بکار رفته باشد. استفاده از نانومواد، حساسیت سیستم را به طور قابل توجهی افزایش می‌دهد. در زیست حسگرها اجزای زیستی نظیر پادتن‌ها، آنزیم‌ها، گیرنده‌ها یا کل سلول می‌توانند به عنوان عنصر حسگر مورد استفاده قرار گیرند. حسگرها را می‌توان بر اساس نوع واکنشی که میان آن‌ها و گونه مورد بررسی صورت می‌گیرد به گروه‌های مختلفی تقسیم‌بندی کرد. نانوحسگرها، حسگرهایی در ابعاد نانومتری هستند که به خاطر کوچکی و نانومتری بودن ابعادشان از دقت و واکنش‌پذیری بسیار بالایی برخوردارند، به‌طوری‌که حتی نسبت به حضور چند اتم از یک گاز هم عکس‌العمل نشان می‌دهند. نانوزیست حسگرها قابلیت‌های بسیار زیادی در زمینه‌های مختلف و از همه مهم‌تر در تشخیص دقیق و زودهنگام بیماری از خود نشان داده‌اند که این امر توجه پژوهشگران و حتی صنعت‌گران به این زمینه را جلب کرده‌است.

## حسگرها
واژه حسگر (sensor) از واژه لاتین "sentire" به معنای درک و مشاهده گرفته شده‌است. حسگر می‌تواند وجود یک محرک یا تغییرات آن را تشخیص و نسبت به آن واکنش دهد. این واکنش ما را از آن تغییرات آگاه می‌سازد محرک هر متغیری می‌تواند باشد، به‌طور مثال دما؛ بنابراین حسگر را می‌توان نوعی مبدل دانست. گاهی حسگرها به تنهایی قابل استفاده‌اند و برای نشان دادن نتیجه به ما به دستگاه جانبی دیگری نیاز ندارند مانند دماسنج جیوه‌ای. ولی گاهی برای اطلاع از نتیجه کار حسگر، به دستگاه دیگری که معمولاً یک پردازشگر است نیاز داریم، مانند ترموکوپل.
در بدن موجودات زنده نیز حسگرهایی موجود است که زبان و بینی دو نوع آن به‌شمار می‌رود. هر وسیله‌ای برای اینکه بتواند به عنوان حسگر عمل کند باید بتواند به طریقی وجود محرک را تشخیص دهد و نسبت به آن پاسخ دهد.
از ویژگی‌های حسگر مناسب می‌توان به موارد زیر اشاره کرد: حساسیت، سرعت پاسخ و سرعت بازیافت بالا، محدوده عمل مناسب، تمایز پذیری بالا، برگشت‌پذیری، پایداری بالا، هزینه تولید پایین، تجهیزات کم، اندازه کوچک، توان مصرفی پایین، دمای عمل مناسب و … حال که قدری در مورد حسگر دانستیم بهتر است به سراغ دو کلمه دیگر برویم. ابتدا کلمه حسگر را در کنار کلمه «زیست» بررسی می‌کنیم و سپس در کنار کلمه «نانو» و در نهایت به تعریف مناسبی از «نانوزیست حسگر» خواهیم رسید.

## زیست حسگرها
زیست حسگر نوعی ابزار ردیابی است که از ترکیب یک گیرنده زیستی و یک مبدل (Transducer) ایجاد می‌شود. نقش گیرنده تشخیص وجود آنالیت و تغییر آن و نقش مبدل، تبدیل پاسخ به سیگنال قابل اندازه‌گیری است.
نانوزیست حسگرها
دستگاه آنالیزی است که با کمک فناوری نانو ساخته شده و توسط شناساگر زیستی نوع و غلظت آنالیت را تشخیص داده و به وسیله مبدل آن را به سیگنال قابل اندازه‌گیری تبدیل می‌کند. نانوزیست حسگرها یکی از جالب‌ترین و کاربردی‌ترین زمینه‌های فناوری نانو است که با توجه به مزایای خاص خود نسبت به سایر ابزارهای آنالیزی، روز به روز با سرعت بیشتری جایگزین سایر روش‌های آزمایشگاهی می‌شوند. تحقیقات در این زمینه امیدها را برای پیشرفت‌های چشمگیر در زمینه‌هایی چون تشخیص زود هنگام بیماری‌ها از جمله سرطان پررنگ‌تر کرده‌است.
اولین زیست حسگرها الکترودهای آنزیمی بودند که برای اندازه‌گیری غلظت گلوکز به کار رفتند. گلوکز به عنوان سوخت رایج سلول‌های بدن که توسط آنزیم گلوکز اکسیداز اکسید می‌شود. این واکنش، متناسب با محیط  غلظت اولیه گلوکز را تغییر می‌دهد. اندازه‌گیری مداوم غلظت آن در برخی بیماران، خصوصاً بیماران دیابتی، بسیار مهم است. با این دستگاه بیماران به راحتی و با فروکردن الکترودهای حسگر در یک قطره خون خود می‌توانند غلظت قند خون خود را اندازه‌گیری کنند.
چند سالی است که زیست حسگرها و جدیداً نانوزیست حسگرها به دلیل داشتن مزایایی چون حساسیت، سرعت و تنوع بیشتر جایگزین سایر روش‌های آزمایشگاهی نظیر HPLC, GC-MS, ELISA و … شده‌اند. همچنین این حسگرها نسبت به سایر روش‌ها هزینه و انرژی و نیروهای ماهر و دوره دیده کم‌تری نیاز دارند.
همان‌طور که گفته شد حسگرها ترکیبی از اجزای زیستی و مبدل-ها هستند. بر اساس اینکه چه جزء زیستی به کار رفته و مبدل از چه نوعی باشد و از چه پدیده‌ای استفاده کند انواع مختلفی از نانوزیست حسگرها ایجاد شده‌اند. قسمت زیستی باید بسیار اختصاصی باشد و در شرایط محیط مورد نظر پایدار باشد. همچنین از لحاظ فیزیکی باید به مبدل متصل باشد. مبدل نیز باید تغییرات حاصل از واکنش میان جزء زیستی و آنالیت را به سیگنالی که قابل اندازه‌گیری است تبدیل کند. گاهی لازم است برای آشکارسازی یا پردازش این سیگنال از وسیله‌ای دیگر در کنار اجزای قبلی استفاده کنیم.
ترکیبات مختلف گیرنده زیستی و مبدل در نانوحسگرهای زیستی
گیرندهٔ زیستی آنزیم: آنالیت را تجزیه می‌کند یا کاتالیزور با آنالیت محدود می‌شود.
مبدل الکترود شیمیایی:
- آمپرومتریک
- ولتاژومتریک
- پتانسیومتریک

گیرندهٔ زیستی میکروارگانیسم: 
- از آنالیت تغذیه می‌کند یا آنالیت مانع رشد آن می‌شود.

مبدلنوری:
جذبی
- فلوئورسانس
- لومینسانس
- پلاسمون رزونانس سطحی

گیرندهٔ زیستیآنتی‌بادی: 
- آنالیتی ویژه را شناسایی می‌کند و به آن متصل می‌شود.

مبدل وزنی:
- میکرو بالانس کوارتز دار

حرارتی:
- ترمومتریک

مواد دیگری که قابلیت استفاده در این جایگاه را دارند: ماده ژنتیک سلول، نمونه بافتی، اندامک‌ها و…
برای اتصال جزء زیستی به انتقال دهنده چند راه وجود دارد:
1. جذب سطحی: ساده‌ترین راه جذب فیزیکی است.
2. محبوس‌سازی جزء زیستی درون یک ژل یا خمیر یا پلیمر ثابت می‌شود.
3. اتصال کووالانس بین جزء زیستی و مبدل
4. ریزپوشینه‌سازی (میکروکپسولاسیون): فرآیندی که در آن ذرات با حباب‌ها یا قطرات ریز پراکنده در یک زمینه پلیمری یا سایر مواد آلی یا معدنی احاطه می‌شود.

روش‌های ساخت نانوحسگرها:
روش‌های تولید نانوحسگرها مانند سایر نانوساختارها به دو دسته بالا به پایین (مانند لیتوگرافی) و پایین به بالا (مانند چینش ذرات سیستم با میکروسکوپ نیروی اتمی) تقسیم می‌شود. اما راه سومی نیز برای تولید نانوحسگرها وجود دارد و آن استفاده از نانوساختارهای خاص از جمله گرافن، نانولوله‌های کربنی، انواع نانوذرات فلزی و … است. دانشمندان دانشگاه ایلینوی با رشد دادن لایه‌های مولکولی در اطراف نانولوله‌ها توانستند خواص نوری آن‌ها را داده و این ساختارهای کربنی را برای استفاده در نانوحسگرها مناسب سازند.
نانولوله‌های کربنی تک دیواره و چند دیواره به علت داشتن خواص مکانیکی و الکترونیکی منحصر به فردشان کاربردهای متنوعی پیدا کردند که از جمله می‌توان به استفاده از آن‌ها به عنوان حسگرهایی با دقت بسیار بالا برای تشخیص مواد در غلظت‌های بسیار پائین و با سرعت بالا اشاره کرد. در تحقیقی دیگر دانشمندان توانسته‌اند یک لایه از پروتئین‌های بویایی را روی یک نانوالکترود بنشانند که این ساختار می‌تواند با غلظت‌های پایین مواد خوش‌بو هم واکنش دهد. این حساسیت می‌تواند پزشکان را در تشخیص زود هنگام بیماری‌ها یاری کند. این حساسیت می‌تواند پزشکان را در تشخیص زود هنگام بیماری‌ها یاری کند. محققان مهندسی پزشکی در طرحی توانستند با ترکیب آنتی‌بادی و نانوساختاری با خاصیت پیزوالکتریکحسگر تشخیصی بسیاری از بیماری‌ها را از جمله ایدز بسازند.